# Бирюч (Воронезька область)
Бирюч (рос. Бирюч) — село у Таловському районі Воронезької області Російської Федерації.
Населення становить 509  осіб. Входить до складу муніципального утворення Тишанське сільське поселення.

## Історія
Населений пункт розташований у межах українського історичного регіону Східна Слобожанщина.
Від 1928 року належить до Таловського району, спочатку в складі Центрально-Чорноземної області, а від 1934 року — Воронезької області.
Згідно із законом від 15 жовтня 2004 року входить до складу муніципального утворення Тишанське сільське поселення.

## Населення
| 2010 | 2012 | 2013 | 2014 | 2015 |
| ---- | ---- | ---- | ---- | ---- |
| 572  | ↘550 | ↘537 | ↘532 | ↘509 |